# 三部曲
三部曲（英語：Trilogy）為一組三部的創作，通常為文學或電影，創作於不同時間，但為單一主題。這些三部曲可能述說一段故事的延長（如基地系列），或是用相同的人物和設定（如火星三部曲）。

## 古希臘三部曲
古希臘的悲劇三部曲（或「三連劇」）圍繞歷史或神話情節，在酒神節演出，競逐獎項。每位劇作家的三部悲劇在同一日內演出，接着再加一部撒特劇，組成四部曲。古希臘劇作許多已散迭，但埃斯库罗斯完整流傳至今的七部作品中，有四部屬於各自的三部曲：神話方面，有講述達那伊得斯故事的《祈援女》、關於俄狄浦斯的《七将攻忒拜》、《被縛的普羅米修斯》；也有講述歷史的《波斯人》。另外三部組成完整的《俄瑞斯忒亚》三部曲，僅撒特劇失傳。
與之不同，索福克勒斯的《底比斯三部曲》（《伊底帕斯王》《安提戈涅》《伊底帕斯在柯隆納斯》）雖然劇情上有聯繫，但並非為同一次酒神節而作，所以不是前一種意義的三部曲。

## 著名的三部曲

### 詩、戲劇
- 但丁的《神曲》：《地獄》《煉獄》《天堂》
- 莎士比亞的《亨利六世》
- 博馬舍的《費加羅三部曲》：《塞維利亞的理髮師》《費加羅的婚禮》《有罪的母親》

### 小說
- 亚历山大·仲马的《達太安浪漫三部曲》
- 顯克微支的《衛國》三部曲：《火與劍》、《洪流》、《渥洛杜耶夫斯基先生（英语：Fire in the Steppe）》
- 反乌托邦三部曲：《我们》、《美丽新世界》、《一九八四》
  - 《飢餓遊戲》三部曲：《飢餓遊戲》、《星火燎原》、《自由幻夢》
- 卡夫卡的《孤獨三部曲》：《審判》、《城堡》、《失蹤者》
- 大仲馬的兩套三部曲：
  - 達太安三部曲：《三剑客》、《二十年後》、《布拉热络纳子爵》
  - 瓦盧瓦王朝三部曲：《玛戈皇后》、《四十五卫士》、《蒙梭罗夫人》
- 列夫·托爾斯泰的自传体三部曲：《童年》、《少年》、《青年》
- 亨利·米勒的兩套三部曲：
  - 自传性三部曲：《北回归线》、《黑色的春天》、《南回归线》
  - 殉色三部曲：《性爱之旅》、《情欲之网》、《春梦之结》
- 马克西姆·高尔基的自传体三部曲：《童年》、《在人间》、《我的大学》
- 讓-保羅·薩特的自由之路三部曲：《不惑之年》、《缓期执行》、《痛心疾首》
- 托爾金的《魔戒》三部曲：《魔戒現身》、《雙城奇謀》、《王者再臨》
- 阿西莫夫的兩套三部曲：
  - 《基地三部曲》：《基地》、《基地与帝国》、《第二基地》
  - 《銀河帝國三部曲》：《蒼穹一粟》、《繁星若塵》、《星空暗流》
- 茅盾的两套三部曲：
  - 《蚀》三部曲：《幻灭》、《动摇》、《追求》
  - 《农村》三部曲：《春蚕》、《秋收》、《残冬》
- 巴金的兩套三部曲：
  - 《激流》三部曲：《家》、《春》、《秋》
  - 《愛情》三部曲：《霧》、《雨》、《電》
- 郭沫若的两套三部曲：
  - 《女神》三部曲：《女神之再生》、《湘累》、《棠棣之花》
  - 《漂流》三部曲：《歧路》、《炼狱》、《十字架》
- 王小波的时代三部曲：《黄金时代》、《白银时代》、《青铜时代》
- 叶君健的土地三部曲：《火花》、《自由》、《曙光》
- 金庸的射雕三部曲：《射鵰英雄傳》，《神鵰俠侶》，《倚天屠龍記》
- 梁羽生的唐代三部曲：《大唐游俠傳》、《龍鳳寶釵緣》、《慧劍心魔》
- 李喬的寒夜三部曲：《寒夜》《荒村》《孤燈》
- 鍾肇政的兩套三部曲：
  - 濁流三部曲：《濁流》《江山萬里》《流雲》
  - 台灣人三部曲：《沉淪》《滄溟行》《插天山之歌》
- 畢華流的荒原三部曲：《少年遊》、《女兒行》、《妖獸陣》
- 張系國的《城》三部曲：《五玉碟》、《龍城飛將》、《一羽毛》
- 克裡斯托弗·鮑里尼的《遺產三部曲》：《愛爾江》、《長老》、《帝國》
- 夏目漱石的两套三部曲：
  - 前期三部曲：《三四郎》、《從此以後》、《門》
  - 後期三部曲：《過了春分時節》、《行人》、《心》
- 劉慈欣的地球往事三部曲：《三體》、《三體II：黑暗森林》、《三體III：死神永生》
- 菲力普·普曼的《黑暗元素三部曲》：《黃金羅盤》、《奧秘匕首》、《琥珀望远镜》
- 倪匡的《原振俠系列》的「愛神三部曲」：《愛神》、《尋找愛神》、《大犯罪者》
- 董啟章的兩套三部曲：
  - 自然史三部曲：《天工開物·栩栩如真》《時間繁史·啞瓷之光》《物種源始·貝貝重生之學習年代（上）》
  - 精神史三部曲：《心》《神》《愛妻》

### 美國電影
- 《星球大戰》
  - 前傳三部曲：《星際大戰首部曲：威脅潛伏》、《星際大戰二部曲：複製人全面進攻》、《星際大戰三部曲：西斯大帝的復仇》
  - 正傳三部曲：《星際大戰四部曲：曙光乍現》、《星際大戰五部曲：帝國大反擊》、《星際大戰六部曲：絕地大反攻》
  - 後傳三部曲：《星際大戰七部曲：原力覺醒》、《星際大戰八部曲：最後的絕地武士》、《星際大戰九部曲：天行者的崛起》
- 《星际旅行》三部曲：《星际旅行II：可汗怒吼》、《星际旅行III：石破天惊》、《星际旅行IV：抢救未来》
- 安傑伊·瓦伊達的《战争三部曲》：《一代人》、《下水道》、《灰烬与钻石》
- 《教父》三部曲：《教父》、《教父2》、《教父3》
- 《回到未來系列》三部曲：《回到未來》、《回到未來II》、《回到未來III》
- 《侏羅紀公園系列》三部曲：《侏羅紀公園》、《侏羅紀公園2：失落的世界》、《侏羅紀公園3》
- 《木乃伊》三部曲：《木乃伊》、《木乃伊2》、《木乃伊3：龙帝之墓》
- 《刀锋战士》三部曲：《刀锋战士》、《刀锋战士2》、《刀锋战士3》
- 李察·林尼特的《Before三部曲》：《愛在黎明破曉時》、《愛在日落巴黎時》、《愛在午夜希臘時》
- 《魔戒電影三部曲》：《魔戒現身》、《雙城奇謀》、《王者再臨》
- 《霍比特人电影系列》：《意外之旅》、《史矛革之战》和《五军之战》
- 《黑暗騎士三部曲》：《蝙蝠俠：開戰時刻》、《黑暗騎士》、《黑暗騎士：黎明昇起》
- 《X戰警》三部曲：《X戰警》、《X戰警2》、《X戰警：最後戰役》
  - 《X戰警》新三部曲：《X战警：第一战》、《X戰警：未來昔日》、《X戰警：天啟》
  - 《金鋼狼》三部曲：《X戰警：金鋼狼》、《金鋼狼：武士之戰》、《羅根》
- 《死侍》三部曲：《惡棍英雄：死侍》、《死侍2》、《死侍與金鋼狼》
- 《神鬼認證》三部曲：《神鬼認證》、《神鬼認證：神鬼疑雲》、《神鬼認證：最後通牒》
- 《博物馆奇妙夜》三部曲：《博物馆奇妙夜》、《博物馆奇妙夜2》、《博物馆奇妙夜3》
- 《人猿星球》三部曲(重啟)：《決戰猩球》、《猩球崛起》、《猩球崛起：終極決戰》
- 《醉後大丈夫》三部曲：《醉後大丈夫》、《醉後大丈夫2》、《醉後大丈夫3》
- 《漫威电影宇宙系列电影》
  - 《鋼鐵人》三部曲：《鋼鐵人》、《鋼鐵人2》、《鋼鐵人3》
- 《蜘蛛侠》
  - 《蜘蛛侠系列电影》三部曲：《蜘蛛侠》、《蜘蛛侠2》、《蜘蛛侠3》
  - 《蜘蛛宇宙系列》三部曲：《蜘蛛人：新宇宙》、《蜘蛛人：穿越新宇宙》、《蜘蛛人：超越新宇宙》
- 《機器戰警》三部曲：《機器戰警》、《機器戰警2（英语：RoboCop 2）》、《機器戰警3（英语：RoboCop 3）》
- 《火拼時速》三部曲：《火拼時速》、《火拼時速2》、《尖峰時刻3：巴黎打通關》
- 《终结者电影系列》三部曲：《终结者》、《终结者2：审判日》、《终结者3》
- 《安娜貝爾》三部曲：《安娜貝爾》、《安娜貝爾：造孽》、《安娜貝爾：造孽》
- 《越戰三部曲》：《野战排》、《生于七月四日》、《天與地》
- 理查德·林克莱特《愛情三部曲》：《情留半天》（Before Sunrise）、《日落巴黎》（Before Sunset）、《情約半生》（Before Midnight）
- 《木乃伊》三部曲：《木乃伊》、《木乃伊归来》、《木乃伊3：龙帝之墓》
- 《學警出更》三部曲：《學警出更》、《學警出更2》、《學警出更3》
- 《爱在三部曲》：《日出之前》、《日落之前》、《午夜之前》
- 《魔力麦克》三部曲：《魔力麦克》、《巨揪舞壯士》、《魔力麦克3：最后之舞》
- 《忍者龜》（1990）、（1991）、（1993）

電腦動畫電影
- 《汽車總動員》三部曲：《汽車總動員》、《Cars 2：世界大賽》、《Cars 3：閃電再起》
- 《馴龍高手》三部曲：《馴龍高手》、《驯龙高手2》、《馴龍高手3》
- 《馬達加斯加》三部曲：《马达加斯加》、《馬達加斯加2》、《馬達加斯加3：歐洲大圍捕》
- 《獅子王》三部曲：《狮子王》、《狮子王2：辛巴的荣耀》、《狮子王3：Hakuna Matata》

### 德語電影
- 《茜茜公主》三部曲：《茜茜公主》、《茜茜公主2：年轻的皇后》、《茜茜公主3：皇后的命运》
- 《天堂三部曲》三部曲：《天堂：信》、《天堂：愛》、《天堂：望》

### 法語電影
- 《藍白紅三部曲》：《藍色情挑》、《白色情迷》、《紅色情深》

### 泰国電影
- 《恶魔的艺术》三部曲：《恶魔的艺术》、《恶魔的艺术2：邪降》、《恶魔的艺术3：邪降2》

### 意大利電影
- 意大利導演塞吉歐·李昂尼（Sergio Leone）：
  - 以美国近百年历史为背景拍摄的《美国三部曲》：《西部往事》、《革命往事（英语：Duck, You Sucker!）》、《美国往事》
  - 《镖客三部曲》：《荒野大鏢客》、《黃昏雙鏢客》、《黃金三鏢客》

### 韓國電影
- 的《復仇三部曲》：《復仇》、《原罪犯》、《親切的金子》
- 《屍速列車》三部曲：《屍速列車》、《起源：首爾車站》、《屍速列車：感染半島》

### 日本電影
- 三池崇史的《黑社会三部曲》：《新宿黑社会》、《极道黑社会》、《日本黑社会》

### 日本動畫電影
- 《三國志》：《三国志 第一部・英雄的黎明》、《三国志 第二部・燃燒的長江》、《三国志 完結編・遙遠的大地》
- 《烙印勇士 黃金時代篇》：《烙印勇士 黃金時代篇I 霸王之卵》、《烙印勇士 黃金時代篇II 多爾多雷攻略戰》、《烙印勇士 黃金時代篇III 降臨》
- 《寶可夢劇場版》「眾神之戰三部曲」：《神奇寶貝劇場版：決戰時空之塔 帝牙盧卡VS帕路奇犽VS達克萊伊》、《神奇寶貝劇場版：騎拉帝納與冰空的花束 潔咪》、《神奇寶貝劇場版：阿爾宙斯 超克的時空》
- 哥斯拉：《哥吉拉 怪獸惑星》、《哥吉拉 決戰機動增殖都市》、《哥吉拉 噬星者》
- 新海誠的《災難三部曲》：《你的名字》、《天氣之子》、《鈴芽之旅》
- 《Fate/stay night Heaven's Feel》：《I.presage flower》、《II.lost butterfly》、《III.spring song》

### 日本機器人動畫
- 長濱忠夫執導「長濱巨大機器人動畫三部曲」：，和
- GUNDAM平成三部曲（又稱平成三部作）：《機動武鬥傳G GUNDAM》、《新機動戰記GUNDAM W》、《機動新世紀GUNDAM X》[3][4][5]

### 印度電影
- 萨蒂亚吉特·雷伊的《阿普三部曲》(The Apu Trilogy)：《大地之歌》、《大河之歌》、《大树之歌》

### 中國大陸電影
- 《唐人街探案》三部曲：《唐人街探案》、《唐人街探案2》、《唐人街探案3》
- 《封神三部曲》：《封神第一部：朝歌风云》、《封神第二部：战火西岐》、《封神第三部》

### 台灣電影
- 九把刀爱情小说改编电影三部曲：《那些年，我們一起追的女孩》、《等一個人咖啡》、《打噴嚏》
- 導演白景瑞於1977年赴歐洲拍攝的「留學三部曲」：《異鄉夢》、《人在天涯》、《不要在街上吻我》[6]
- 《臺灣三部曲》

### 香港電影
- 《醉拳》三部曲：《醉拳》、《醉拳II》、《醉拳III》
- 《少林三十六房》三部曲：《少林三十六房》、《少林搭棚大師》、《霹靂十傑》
- 文雋編劇《靚妹仔》三部曲：《靚妹仔》(Lonely Fifteen)、 《俏皮女學生》 (Happy Sixteen) 、《反斗妹》 (Crazy Seventeen)
- 《精裝追女仔》三部曲：《精裝追女仔》、《精裝追女仔II》、《精裝追女仔之3狼之一族》
- 《富貴逼人系列》三部曲：《富貴逼人》、《富貴再逼人》、《富貴再三逼人》
- 林嶺東執導「風雲」三部曲：《龍虎風雲》、《監獄風雲》、《學校風雲》
- 叶玉卿三部曲：《情不自禁》、《卿本佳人》、《我为卿狂》
- 徐克監製／執導：
  - 「混亂三部曲」：《蝶變》、《地獄無門》、《第一類型危險》
  - 《倩女幽魂》三部曲：《倩女幽魂》、《倩女幽魂II：人間道》、《倩女幽魂III：道道道》
  - 《英雄本色系列》三部曲：《英雄本色》、《英雄本色II》、《英雄本色III夕陽之歌》
  - 《笑傲江湖》三部曲：《笑傲江湖》、《笑傲江湖II東方不敗》、《東方不敗之風雲再起》
  - 李連杰《黃飛鴻》三部曲：《黃飛鴻》、《黃飛鴻之二：男兒當自強》、《黃飛鴻之三：獅王爭霸》
  - 《黃飛鴻》三部曲：《黃飛鴻之四：王者之風》、《黃飛鴻之五：龍城殲霸》、《黃飛鴻之西域雄獅》
  - 「國際反恐」三部曲：《雙重火力》、《雷霆一擊》、《順流逆流》
  - 《狄仁傑》三部曲：《狄仁傑之通天帝國》、《狄仁傑之神都龍王》、《狄仁傑之四大天王》
- 《賭神》三部曲：《賭神》、《賭神2》、《賭神3之少年賭神》
- 《赌圣》三部曲：《赌圣》、《賭聖2：街頭賭聖》、《賭聖3之無名小子》
- 《天若有情》吳倩蓮三部曲：《天若有情》、《天若有情II之天長地久》、《天若有情III烽火佳人》
- 《古惑仔電影系列》：
  - 鄭伊健、黎姿合演的三部曲：《古惑仔之人在江湖》、《古惑仔2之猛龍過江》、《古惑仔3之隻手遮天》
  - 角色「𡃁坤」人物外傳三部曲，後兩集由於未經原著作者官方授權，「𡃁坤」一角化名為「叻君」：《古惑仔之人在江湖》、《旺角揸Fit人》、《去吧！揸Fit人兵團》
  - 人物外傳三部曲：《古惑仔情義篇之洪興十三妹》、《古惑仔激情篇洪興大飛哥》、《友情歲月之山雞故事》
- 《逃學威龍》三部曲：《逃學威龍》、《逃學威龍2》、《逃學威龍3之龍過雞年》
- 《大话西游》三部曲：《西遊記第壹佰零壹回之月光寶盒》、《西遊記大結局之仙履奇緣》、《大話西遊3》
- 王家衛執導三部曲：《阿飛正傳》、《花樣年華》、《2046》
- 《記得...香蕉成熟時》三部曲：《記得...香蕉成熟時》、《記得...香蕉成熟時II初戀情人》、《記得...香蕉成熟時III為你鍾情》
- 《小男人週記》三部曲：《小男人週記》、《小男人週記II錯在新宿》、《小男人週記3之吾家有喜》
- 陳果執導：
  - 《妓女三部曲》：《榴槤飄飄》、《香港有个荷里活》、《三夫》
  - 《九七三部曲》：《香港製造》、《去年煙花特別多》、《細路祥》
- 《無間道系列》三部曲：《無間道》、《無間道II》、《無間道III終極無間》
- 《新紮師妹系列》三部曲：《新紮師妹》、《新紮師妹2美麗任務》、《新紮師妹3》
- Laughing哥衍生電影及電視劇三部曲：邵氏電影《Laughing Gor之變節》、無綫電視劇《潛行狙擊》及邵氏電影《Laughing Gor之潛罪犯》
- 王晶執導：
  - 《黑白森林》、《黑白戰場》、《黑白迷宮》
  - 《賭城風雲系列電影》三部曲：《賭城風雲》、《賭城風雲II》、《賭城風雲III》
  - 《雀聖》三部曲：《雀聖》、《雀聖2自摸天后》、《雀聖3自摸三百番》
  - 《追龍》《追龍II：賊王》、《追龍III：唐人街》
- 《金雞》三部曲：《金雞》、《金雞2》、《金雞SSS》
- 《我愛HK開心萬歲》三部曲：《我愛HK開心萬歲》、《2012我愛HK喜上加囍》、《2013我愛HK恭囍發財》
- 《喜愛夜蒲》三部曲：《喜愛夜蒲》、《喜愛夜蒲2》、《喜愛夜蒲3》
- 《竊聽風雲系列》三部曲：《竊聽風雲》、《竊聽風雲2》、《竊聽風雲3》
- 《百分百感覺》三部曲：《百分百感覺》、《百分百感覺2》、《百分百感覺2003》
- 《風雲》三部曲：《風雲：雄霸天下》、《風雲II》、《风云天下III之断浪》
- 《反貪風暴系列電影》三部曲：《Z風暴》、《S風暴》、《L風暴》 (《P風暴》、《G風暴》為四、五部曲)
- 《香港三部曲：開門見山、愚公移山、後悔莫及》
- 彭浩翔執導：
  - 「荒誕電影三部曲」：《買兇拍人》、《AV》、《低俗喜劇》(分別以「職業殺手」、「AV女優」、「導演監製」為主題，透過黑色幽默諷刺香港電影生態的荒謬)
  - 《志明與春嬌》三部曲：《志明與春嬌》、《春嬌與志明》、《春嬌救志明》
- 劉鎮偉「猛鬼」三部曲：《猛鬼差館》、《猛鬼學堂》、《猛鬼大廈》
- 《家有囍事》三部曲：《家有囍事》、《97家有囍事》、《家有囍事2009》(《家有囍事2020》為全新故事)
- 桂治洪導演「邪」三部曲：《邪》、《邪鬥邪》、《邪完再邪》
- 何夢華導演「降頭」三部曲：《降頭》、《油鬼子》、《勾魂降頭》
- 《見鬼》三部曲：《見鬼》、《見鬼2》、《見鬼10》
- 《笑傲江湖》三部曲：《笑傲江湖》、《笑傲江湖二之東方不敗》、《東方不敗之風雲再起》
- 《山村老屍》三部曲：《山村老屍》、《山村老屍II色之惡鬼》、《山村老屍III惡靈纏身》
- 《玉蒲團》三部曲：《玉蒲團之偷情寶鑑》、《玉蒲团之玉女心经》、《玉蒲团之官人我要》 (《3D肉蒲團之極樂寶鑑》為新故事)
- 《聊齋艷譚》三部曲：《聊齋艷譚》、《聊齋艷譚續集：五通神》、《聊齋三集之燈草和尚》
- 《蜜桃成熟時》三部曲：《蜜桃成熟時》、《蜜桃成熟時1997》、《蜜桃成熟時3之蜜桃仙子》(《蜜桃成熟時33D》新故事)
- 鄭則仕：
  - 《肥貓》三部曲：《何必有我？》、《肥貓流浪記》、《低一點的天空》
  - 《捉鬼》三部曲：《捉鬼合家歡》、《捉鬼合家歡II 麻衣傳奇》、《人鬼神》
- 葉偉信執導：
  - 《夜半1點鐘》、《夜半2點鐘》、《夜半3點鐘》
  - 《殺破狼》、《杀破狼II》、《殺破狼·貪狼》
- 古天樂科幻電影三部曲：《明日戰記》、《天梯》、《明日戰記前傳》
- 《紮職系列電影》：《紮職》、《紮職2》、《紮職3》
- 翁子光監製／執導：
  - 「謀殺案三部曲」：《踏血尋梅》、《正義迴廊》、《爸爸》
- 「老夫子動畫電影三部曲」：《七彩卡通老夫子》、《七彩卡通老夫子：水虎傳》、《山T老夫子》

### 劇集
無綫電視
- 《上海灘》原版電視劇三部曲：《上海灘》（1980）、《上海灘續集》（1980）、《上海灘龍虎鬥》（1980-1981）
- 《新紮師兄》三部曲：《新紮師兄》、《新紮師兄續集》、《新紮師兄1988》
- 《創世紀》郭晉安演出的三部曲：《創世紀I地产风云》、《創世紀II天地有情》、《再創世紀》
- 梅小青監製《插班生》三部曲：《豪門插班生》、《娛樂插班生》、《樂壇插班生》
- 《風雲》三部曲：《酒店風雲》、《賭場風雲》、《歲月風雲》
- 《狙擊》三部曲：《潛行狙擊》、《法網狙擊》、《神鎗狙擊》
- 《天地》羅嘉良演出的三部曲：《天地男兒》、《天地豪情》、《創世紀》（《創世紀I地产风云》、《創世紀II天地有情》）
- 《溏心風暴系列》三部曲：《溏心風暴》、《溏心風暴之家好月圓》、《溏心風暴3》
- 《烈火雄心》三部曲：《烈火雄心》、《烈火雄心II》、《烈火雄心3》
- 《使徒行者系列》三部曲：《使徒行者》、《使徒行者2》、《使徒行者3》
- 《妙手仁心》三部曲：《妙手仁心》、《妙手仁心II》、《妙手仁心III》
- 《學警系列》三部曲：《學警雄心》、《學警出更》、《學警狙擊》
- 《刑事偵緝檔案系列》陶大宇、郭可盈合演的三部曲：《刑事偵緝檔案》、《刑事偵緝檔案II》、《刑事偵緝檔案III》
- 《老表》三部曲：《老表，你好嘢！》、《老表，你好hea！》、《老表，畢業喇！》
- 邵氏電影及優酷合拍《飛虎》三部曲：《飛虎之潛行極戰》、《飛虎之雷霆極戰》、《飛虎之壯志英雄》
- 《降魔的》三部曲：《降魔的》、《降魔的2.0》、《降魔的番外篇》
- 郭晉安懸疑三部曲：《與敵同行》、《忠奸人》、《失憶24小時》
- 以廉政公署為題材之原創電視劇三部曲：《廉政追緝令》、《廉政行動組》、《廉政英雌》
- 《巾幗梟雄》三部曲：《巾幗梟雄》、《巾幗梟雄之義海豪情》、《巾幗梟雄之諜血長天》
- 馬國明機場職員三部曲：《衝上雲霄》、《衝上雲霄II》、《飛常日誌》
- 佘詩曼逆境自強三部曲：《使徒行者》(勇敢)、《新聞女王》(智慧)、《正義女神 Themis》(憐憫)

亞洲電視
- 《皇家檔案》三部曲：《皇家檔案》、《皇家檔案II》、《皇家檔案III》
- 《101拘捕令》三部曲：《101拘捕令》、《101拘捕令第二輯之熱線999》、《101拘捕令第三輯之勇敢新世界》
- 《大地恩情》三部曲：《家在珠江》、《古都驚雷》、《金山夢》
- 《精武館》三部曲：《大侠霍元甲》、《陳真》、《霍東閣》
- 《我和殭屍有個約會系列》三部曲：《我和殭屍有個約會》、《我和殭屍有個約會II》、《我和殭屍有個約會III之永恆國度》
- 《變色龍》三部曲：《變色龍》、《新變色龍》、《97變色龍》
- 改編自友台香港電視廣播歷史、邵氏電影公司、無綫電視藝員訓練班的三部曲：《電視風雲》、《影城大亨》、《美麗傳說2星願》
- 香港金融業、保險業、地產業內的恩怨情仇三部曲：《縱橫四海》、《情陷夜中環》、《情陷夜中環2》

香港電視娛樂（ViuTV）
- 江𤒹生運動三部曲：《打天下》、《繩角》、《冰上火花》
- 呂爵安運動三部曲：《男排女將》、《I SWIM》、《季前賽》
- 楊樂文運動三部曲：《男排女將》、《繩角》、《冰上火花》

三立台灣台
- 台灣三部曲：《台灣阿誠》、《台灣霹靂火》、《台灣龍捲風》

民間全民電視公司
- 人生三部曲：《慾望人生》、《美麗人生》、《夜市人生》

瓊瑤小說改編電視劇
- 《還珠格格》三部曲：《還珠格格之陰錯陽差》、《還珠格格之風雲再起》、《還珠格格之天上人間》

韓國電視劇
- 金志宇編劇和朴燦弘導演的《復仇三部曲》：《復活》、《魔王》、《鯊魚》

富士電視台
- 《純愛三部曲》：《愛的迴旋曲》、《東京愛情故事》、《101次求婚》

中國內地職場題材電視劇
- 《潜伏》、《借槍》、《猎场》

新加坡
- 《双天至尊》、《双天至尊Ⅱ》、《双天至尊Ⅲ》

### 電視動畫
- 《變形金剛之微型金剛三部曲》（Micron Trilogy）：《變形金剛：微型傳說》、《變形金剛：超能連結》、《變形金剛：銀河之力》

### 電子遊戲
- 《街頭霸王II三部曲》：街頭霸王II The World Warrior (1991)、街頭霸王II' Champion Edition (1992)、 街頭霸王II' Turbo: Hyper Fighting (1992)（三作品均使用卡普空CP System基板，十二位角色，包括玩家角色及非玩家角色）
- 《龍虎之拳》 三部曲：《龍虎之拳》、《龍虎之拳2》、《龍虎之拳・外傳》
- 《拳皇系列》
  - 大蛇篇三部曲：《拳皇'95》、《拳皇'96》、《拳皇'97》
  - 音巢篇(N.E.S.T.S.篇)三部曲：《拳皇'99 千年之战》、《拳皇2000》、《拳皇2001》
  - 阿修篇/艾森篇(ASH篇)三部曲：《拳皇2003》、《拳皇XI》、《拳皇XIII》
- 《英雄傳說 卡卡布三部曲》：《英雄傳說III 白髮魔女》、《英雄傳說IV 朱紅血》、《英雄傳說V 海之檻歌》
- 《古惑狼疯狂三部曲》
- 星海爭霸II三部曲：《星海爭霸II：自由之翼》、《星海爭霸II：蟲族之心》、《星海爭霸II：虛空之遺》[7][8]
  - 也有人稱《星海爭霸II：諾娃特務密令》的三個任務包為三部曲。[9][10]
- 紅色警戒系列：《終極動員令：紅色警戒》、《終極動員令：紅色警戒2》、《終極動員令：紅色警戒3》
- 《戰神三部曲》：《戰神》、《戰神II》、《戰神III》

### 賽馬
- 《香港三冠大賽》：董事盃、香港金盃、冠軍暨遮打盃
- 《四歲馬系列》：香港經典一哩賽、香港經典盃、香港打吡大賽